# Giganten
Giganten (originaltitel Giant) er en amerikansk episk westernfilm fra 1956 instrueret af George Stevens baseret på et manuskript Fred Guiol og Ivan Moffat, der igen er baseret på Edna Ferbers roman Giant fra 1952.
Filmens hovedroller spilles af Elizabeth Taylor, Rock Hudson og James Dean. Herudover medvirker bl.a. Carroll Baker, Chill Wills, Mercedes McCambridge, Dennis Hopper og Sal Mineo.
Gianten var den sidste af de tre film, som James Dean havde hovedrolle i. Han blev posthumt nomineret til en Oscar for sin præstation. Han omkom ved en bilulykke før filmens premiere.